# Brian D. Warner
| 34366 Rosavestal     | 4 settembre 2000 |
| 34398 Terryschmidt   | 9 settembre 2000 |
| 70030 Margaretmiller | 7 febbraio 1999  |

Brian D. Warner (1952) è un astronomo statunitense.
Il Minor Planet Center gli accredita la scoperta di tre asteroidi, effettuate tra il 1999 e il 2000.
Gli è stato dedicato l'asteroide 8734 Warner.